# 坊門親忠
坊門 親忠（ぼうもん ちかただ）は、南北朝時代の公卿。参議坊門清忠の子。父と同じく、南朝に仕えた。

## 経歴
父とともに吉野入りして早くから南朝に仕えたが、具体的な官歴は不明である。初めは綸旨の奉者として史料に散見され、延元2年/建武4年（1337年）には侍従、延元4年/暦応2年（1339年）には少納言、興国元年/暦応3年（1340年）には蔵人・右少弁、興国2年/暦応4年（1341年）から翌年にかけては左少弁、興国3年/康永元年（1342年）には右中弁、興国5年/康永3年（1344年）から翌々年にかけては大蔵卿の署判を残した。更に歌人として、興国5年/康永3年（1344年）と正平11年/延文元年（1356年）3月に催された内裏歌会に詠進している。『南朝公卿補任』には、正平14年（1359年）8月に従二位前権中納言民部卿で薨じたと見えるが、その後も存命したことを示す史料がある。例えば、正平20年/貞治4年（1365年）の『内裏三百六十首歌』に詠進している「坊門大納言」（権官か）とは親忠のことと考えられ、また『五条家文書』の中には、正平24年/応安2年（1369年）4月五条良遠の許へ届けられたと考えられる「坊門大納言親忠卿」書状の追書があり、それによると、親忠はある人物（不詳）の去就について良遠から内々に示してくれるように望んでいる。親忠が薨去したのは、それからさほど下らない時期であろう。和歌は、『新葉和歌集』に2首が入集する。